# Союз марксистов-ленинцев
Союз марксистов-ленинцев — оппозиционная группа в ВКП(б), существовавшая в 1932 году.

## Предыстория
В начале 30-х годов, на фоне кризиса коллективизации , обострения хозяйственно-политического кризиса и дальнейшего ужесточения внутрипартийного режима, в ВКП(б) усиливалась оппозиция сталинскому курсу, вновь проявились оппозиционные течения: подпольная организация И. Н. Смирнова, группы Г. И. Сафарова, Н. А. Угланова и многие другие; появились новые нелегальные образования: охарактеризованная Сталиным как «право-левацкий блок» группа С. И. Сырцова — В. В. Ломинадзе, группа А. П. Смирнова — Н. Б. Эйсмонта — В. Н. Толмачёва, группа В. В. Ломинадзе — Э. Стэна и др..
В 1932 году в Москве образовалась оппозиционная группа большевиков с дореволюционным стажем во главе с В. Н. Каюровым, известная также как «группа Рютина», хотя сам М. Н. Рютин, к тому времени уже исключённый из партии, формально входить в неё не мог. Но именно к нему, уже известному в партии своим неприятием политики Сталина, группа Каюрова обратилась с просьбой написать программные документы.

## Образование Союза
Группа Каюрова — Рютина, в состав которой входили в основном сторонники «правых», с самого начала видела свою цель в сплочении всех коммунистов, не приемлющих сталинский курс, и создании широкой оппозиции — на платформе, которая могла бы объединить «правых» и «левых». Написанные Рютиным в мае обращение «Ко всем членам ВКП(б)» (или «Манифест») — краткое изложение платформы и значительно больший по объёму (более 160 страниц машинописного текста) документ под названием «Сталин и кризис пролетарской диктатуры» летом 1932 года распространялись среди членов партии, известных своими оппозиционными взглядами. В Москве с ними были ознакомлены Угланов и представители «бухаринской школы», после поражения правой оппозиции не вернувшиеся вслед за Н. И. Бухариным в русло «генеральной линии»; в Харькове «правые» ознакомили с ними и местных «троцкистов».
Организационное собрание, провозгласившее создание «Союза марксистов-ленинцев», состоялось 21 августа 1932 года под Москвой. Кроме беспартийного Рютина на нём присутствовали 14 коммунистов из Москвы и Харькова, — на следствии Рютин утверждал, что большинство из них «имели за собой единомышленников, взгляды которых они и выражали». Был избран руководящий орган — Комитет в составе В. Н. Каюрова, М. С. Иванова, П. А. Галкина, В. И. Демидова и П. П. Федорова. Программые документы, написанные Рютиным, были приняты за основу и переданы Комитету на окончательное редактирование.
Кто и как редактировал эти документы, кто и какие дополнения в него вносил, точно не установлено, но, как считает В. Роговин, не все в рукописи «Сталин и кризис пролетарской диктатуры» принадлежит Рютину: "Этот документ по своему теоретическому уровню намного выше опубликованных в 20-е годы публицистических статей и брошюр Рютина, по своему духу и стилю не отличавшихся от подобных работ других партийных «практиков»-«середняков», примыкавших в то время к правящей фракции… Вместе с тем «Рютинская платформа» по своему теоретическому уровню уступает работам не только Троцкого, но и других деятелей левой оппозиции, публиковавшимся в её «Бюллетене». В «Платформе» эмоции и обилие бранных квалификаций временами перевешивают строгую логику доказательств". Как отмечает О. В. Хлевнюк, «об идентичности первоначальному рютинскому тексту тех копий, которые сохранились до наших дней в архивах КГБ, существуют разногласия».

## Платформа Союза
Обширная рукопись «Сталин и кризис пролетарской диктатуры» содержала резкую критику политики Сталина и его окружения («сталинской клики»). При этом во многих случаях Рютин лишь повторял то, что задолго до него говорили представители «Левой оппозиции». Присутствуют в ней и явные переклички; так, если Троцкий в 1927 году спрашивал: «Вы и впрямь хотите намордник надеть на партию?» — то «Рютинская платформа» пять лет спустя констатировала: «На всю страну надет намордник».
Резкой критики удостоился и капитулировавший перед Сталиным бывший лидер правых Бухарин. С другой стороны, в документе признавалась правота «Левой оппозиции» в борьбе против внутрипартийного режима. Вместе с тем в области экономической платформа воспроизводила всё, что в 1926—1927 годах правящая фракция приписывала левым: «Троцкистская оппозиция по решающим экономическим вопросам соотношения классовых сил в стране, как показал опыт, бесспорно ошибалась. Платформа троцкистов по вопросам политики индустриализации, политики заработной платы, налоговой политики по отношению к бедноте, с одной стороны, и кулачеству, с другой стороны, политики цен, роли и удельного веса кулачества в деревне и частного капитала в городе была явно демагогической»

## Поиски союзников
Попытка не располагавшего авторитетными политиками «Союза» объединить оппозиционеров потерпела неудачу: объединение происходило помимо него и началось задолго до него. Центром притяжения стала подпольная организация И. Н. Смирнова, образовавшаяся ещё в 1931 году, гораздо более многочисленная и представительная; к ней тяготели и оживившиеся «зиновьевцы», и многие «правые». Для «смирновцев» же Рютин был сталинским боевиком.
Получив от И. Н. Смирнова сообщение о том, что рютинцы вступили с ним в переговоры и что сам Смирнов считает соглашения с «правыми» целесообразным, Л. Д. Троцкий нашёл предложение о блоке в целом приемлемым, однако подчёркивал, что речь может идти только о блоке, а не объединении с новыми союзниками, и на первых порах предлагал ограничиться обменом информацией. Он изъявил готовность публиковать в «Бюллетене оппозиции» корреспонденции «союзников», оставляя за редакцией право их комментировать…. Однако ещё раньше, чем ответ Троцкого был получен в Москве, «Союз марксистов-ленинцев» прекратил своё существование.

## Разгром Союза

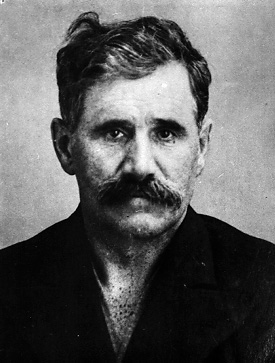
Фото Николая Угланова из следственного дела после ареста

История «Союза» закончилась 14 сентября 1932 года, когда два члена партии сообщили в ЦК о том, что А. В. Каюров (сын В. Н. Каюрова) ознакомил их с обращением «Ко всем членам партии»; документ прилагался. Пять членов Союза арестовали на следующий день (то есть за обсуждение идеи), чуть позже были арестованы ещё 19 человек, многие из которых проходили как «пособники» и обвинялись в недонесении. Среди 24 арестованных оказалось 8 бывших «правых» (в их числе Угланов, Марецкий, А. Н. Слепков и П. Петровский), 3 «зиновьевца» и 3 малоизвестных «троцкиста», в их числе харьковский историк М. Е. Равич-Черкасский, философ Г. Рохкин, правовед Т. Р. Левина. Из-за предательства некоторых своих членов «Союз» потянул за собою оппозиционеров, имевших неосторожность вступить с ним в контакт; так, Иванов в ходе следствия сообщил, что передавал «большой и маленький документы» для ознакомления Рокхину и Стэну, причём последнего просил познакомить с ними Зиновьева и Каменева; все четверо были арестованы.
27 сентября 14 членов «Союза» были исключены из партии, при этом Президиум ЦКК предложил ОГПУ «выявить невыявленных еще членов контрреволюционной группы Рютина, выявить закулисных вдохновителей этой группы и отнестись ко всем этим белогвардейским преступникам, не желающим раскаяться до конца и сообщить всю правду о группе и её вдохновителях, со всей строгостью революционного закона». Большинство арестованных были привлечены и к уголовной ответственности по «контрреволюционной» 58-й статье УК.
По мнению исследователя деятельности «Союза марксистов-ленинцев» к.и.н. И. А. Анфертьева, подобная участь организации была предрешена: «Очевидно, что в тех условиях попытка объединить противников генсека с целью сместить его с поста руководителя партии и государства не имела перспектив <…> Участники группы были арестованы до их оформления в организацию, на стадии подготовки программных документов. У группы не было ни устава, ни программы, ни членских билетов. Не входили члены группы и в состав каких-либо антисоветских или антигосударственных организаций или тем более — террористических центров. Их деятельность была пресечена на стадии изложения намерений о желательности смены партийного и государственного руководства, а соответственно и реализуемого им политического курса».